# Mistelschlepp
Mistelschlepp bezeichnet ein Schleppverfahren für Lastensegler, bei dem ein kleineres Motorflugzeug huckepack – wie eine Mistel auf einem Baum – über eine zumeist lösbare Verbindung auf einen größeren Lastensegler aufgesetzt wurde. Im Laufe der Entwicklung des Mistelschlepps wurde der Lastensegler als Unterteil dieser Kombination durch umgerüstete Bomber mit eigenem Antrieb ersetzt.

## Entwicklung

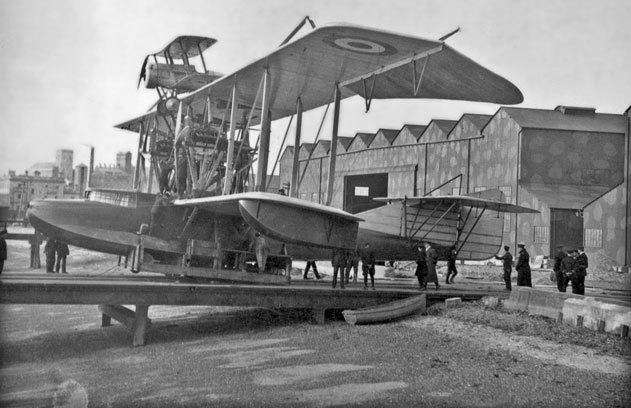
Porte Baby mit aufgesetzter Bristol Scout (Mai 1916)

### Großbritannien
Einen ersten Versuch gab es bereits während des Ersten Weltkrieges in Großbritannien, um den deutschen Luftschiffangriffen etwas entgegenzusetzen. John Cyrill Porte konstruierte 1916 ein Doppeldecker-Flugboot Porte Baby so um, dass es auf dem oberen Tragflügel ein Scout-C-Jagdflugzeug befördern konnte. Das Mutterflugzeug hatte dabei die Aufgabe, das Jagdflugzeug schnell auf die Höhe der angreifenden Luftschiffe zu befördern. Der Erstflug des Gespanns erfolgte am 17. Mai 1916. Die Idee wurde jedoch nicht weiterverfolgt.
1935 begann man im Vereinigten Königreich mit der Entwicklung eines Mistelgespanns, aus der die Short Mayo Composite hervorging, die im Jahr 1937 erfolgreich ihren Erstflug absolvierte.

### Deutschland
In Deutschland stellte Hugo Junkers 1927 infolge der Vorbereitungen zur erstmaligen Atlantiküberquerung in Ost-West-Richtung Überlegungen an, die dafür vorgesehene Junkers W 33 auf ein größeres Flugzeug zu setzen und ihr solchermaßen „Starthilfe“ zu geben. Ein im gleichen Jahr beantragtes Patent wurde in Frankreich 1928 und in Großbritannien 1929 erteilt, aber nicht weiter verfolgt.
Am 1. September 1942 begann unter der Leitung von Fritz Stamer eine Arbeitsgruppe der DFS, alle Möglichkeiten zur Kombination eines Lastenseglers mit einem Motorflugzeug zu untersuchen und zu erproben. Ein Lastensegler DFS 230 diente als Erprobungsobjekt. Das erste im bayrischen Ainring erprobte Aggregat bestand aus diesem Lastensegler und einer aufgebockten, mit dem Lastensegler starr verbundenen Klemm Kl 35, die der Versuchspilot Karl Schieferstein lenkte. Da der Motor der Kl 35 nicht ausreichte, um das ganze Aggregat zu starten und in der Luft zu halten, wurde es mit einer Ju 52 auf Höhe geschleppt. Bei den Flugeigenschaften und der Steuerung gab es keine Schwierigkeiten (beide Piloten konnten sich durch Bordfunk verständigen). Das nächste Flugzeug, das auf die DFS 230 gesetzt wurde, war eine Focke-Wulf Fw 56 „Stößer“. Diese konnte das Gespann zwar aufgrund ihres stärkeren Motors auf Höhe halten, ein Eigenstart ohne Schleppmaschine war jedoch immer noch nicht möglich. Am Ende der Versuchsreihe zeigte eine Kombination aus DFS 230 und Messerschmitt Bf 109, dass das Aggregat ohne Hilfe starten, fliegen und – sowohl als Ganzes als auch getrennt – landen konnte. Im Herbst 1943 wurden die Erprobungen abgeschlossen und der Mistelschlepp als durchaus brauchbar beurteilt. Fritz Stamer hielt es sogar für möglich, eine Kombination aus Bf 109 und Ju 52 einzeln zu starten und sich erst in der Luft zusammenzukuppeln.
Mit dem Gedanken, aus dieser Transportkombination eine Einsatzwaffe in Form einer Großbombe zu machen, die insbesondere gegen Schiffsziele zum Einsatz gebracht werden sollte, ging Mitte 1943 die weitere Entwicklungsarbeit von der DFS auf die Junkers-Werke über. In kurzer Zeit gelang es dort, eine trennfähige Verbindung zwischen dem Steuerapparat der Bf 109 und der Untermaschine zu entwickeln. Die Hauptaufgabe bestand nun darin, dass der Pilot der aufgebockten Maschine das ganze Aggregat bis ans Ziel bringen, dann im Bahnneigungsflug auf das Ziel stürzen und nach Trennen der Verbindung mit der Obermaschine heimkehren können musste. Bei Junkers hieß das Gerät offiziell Beethoven-Gerät – Ausgesteuertes unbemanntes Flugzeug für Total-Einsatz.

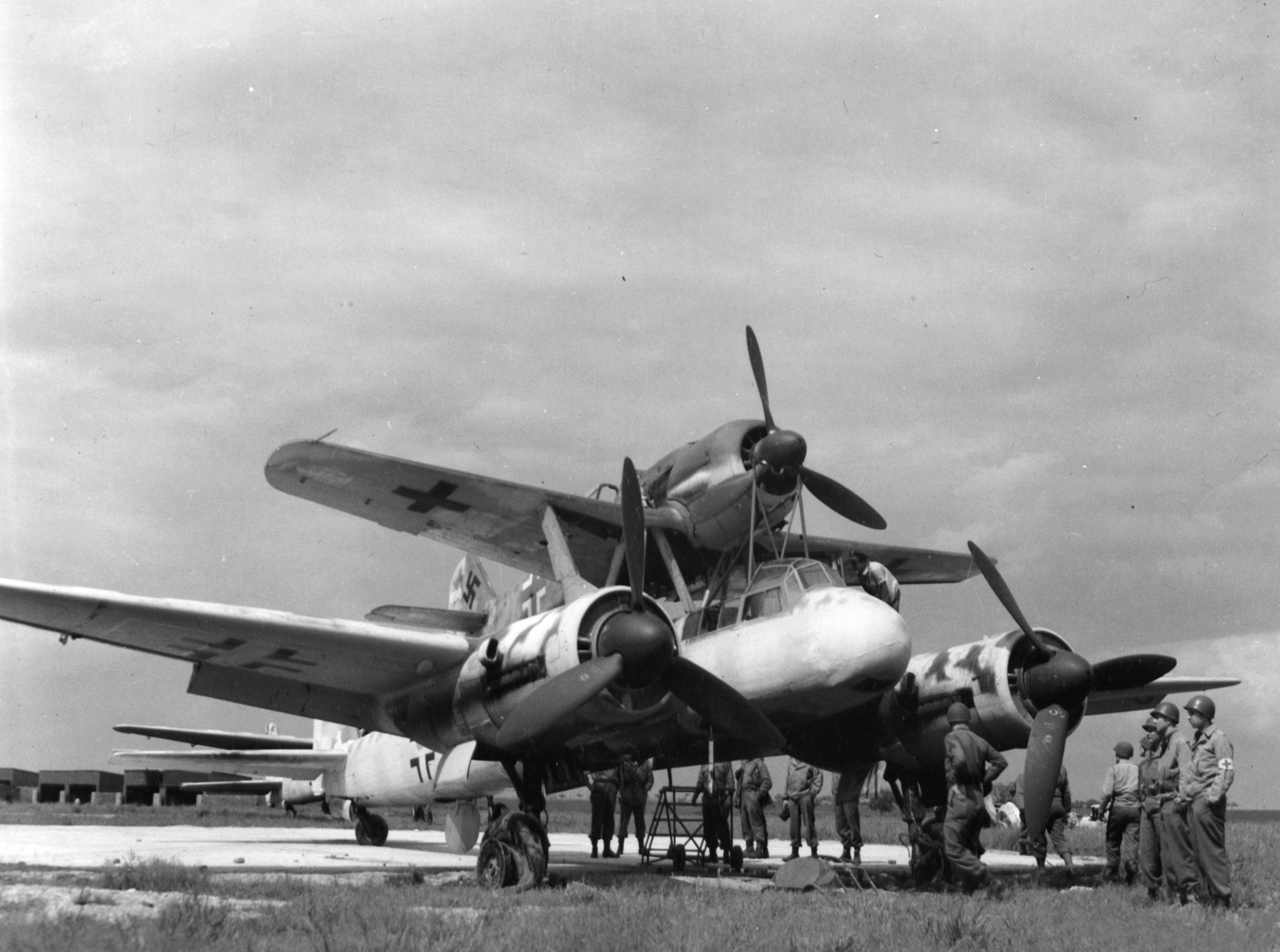
Amerikanische Bodentruppen besichtigen ein Mistelgespann aus einer Focke-Wulf Fw 190 und einer Junkers Ju 88 (April/Mai 1945 in Bernburg (Saale), Sachsen-Anhalt)

Zur Erprobung wurden als Leitmaschine eine Bf 109 G-6 und als Untermaschine eine Ju 88 A-4 verwendet. Das Gewicht der zum Gefechtseinsatz startenden Mistel lag mit 20 bis 21 t nahe an der Belastungsgrenze der verwendeten Ju 88-Reifen. Um Reifenplatzer zu vermeiden, konnten die Misteln daher nur von völlig intakten Betonpisten starten. Schon kleinere Löcher in der Startbahn konnten zum Unglück führen. Die Reichweite einer mit 3,5 t Sprengladung beladenen Mistelkombination lag bei ca. 1500 km, bei einer Flughöhe von 3000 bis 5000 m. Der für den Hinflug von der Leitmaschine benötigte Treibstoff wurde dem Vorrat der Ju 88 entnommen, damit die Leitmaschine den Rückflug mit vollen Tanks antreten konnte.
In Merseburg und Nordhausen wurden die ersten Ju 88 A-4 für den Misteleinsatz umgebaut. Nordhausen baute die Kanzel aus und stattdessen eine kugelförmige Hohlladung von 3,6 t mit einem als „Elefantenrüssel“ bezeichneten Abstandszünder ein.
Für das erste Mistel-Programm waren 75 Maschinen des Musters Ju 88 G-1 vorgesehen. Diese waren aus Reparaturmaschinen zu beschaffen. Die Maschinen wurden in Tag- und Nachtschichten repariert und umgebaut und nach Nordhausen zum Einbau der Sprengladungen und des Steuerungsapparates geliefert. Als Leitflugzeuge kamen sowohl Messerschmitt Bf 109 als auch Focke-Wulf Fw 190 zum Einsatz.
Nicht alle Kombinationsmöglichkeiten wiesen hierbei alle denkbaren synergistischen Vorteile auf, da der BMW-Motor der Focke-Wulf Fw 190 einen anderen Kraftstoff benötigte als die Jumo-Triebwerke der Junkers Ju 88G. Infolgedessen konnte der Jäger nicht aus dem Kraftstofftank des Trägerflugzeuges mitversorgt werden, was die Reichweite der Mistel reduzierte und Zusatztanks erforderlich machte. Zudem musste der Fliegerhorst beide Kraftstoffe bevorraten. Über eine Kombination der Focke-Wulf Fw 190-D9 als Leitflugzeug eines Mistelgespanns (in welcher ja ein Jumo-Motor verbaut wurde) ist nichts bekannt, vermutlich war diese mit den strukturbedingt zusätzlichen 500 kg Leergewicht, die allein auf Motor und die verstärkte Zelle zurückzuführen waren, und der geringeren eigenen Reichweite (ohne Zusatztanks) nicht geeignet.
Eingeflogen wurden die meisten Misteln in Nordhausen.

## Einsatz

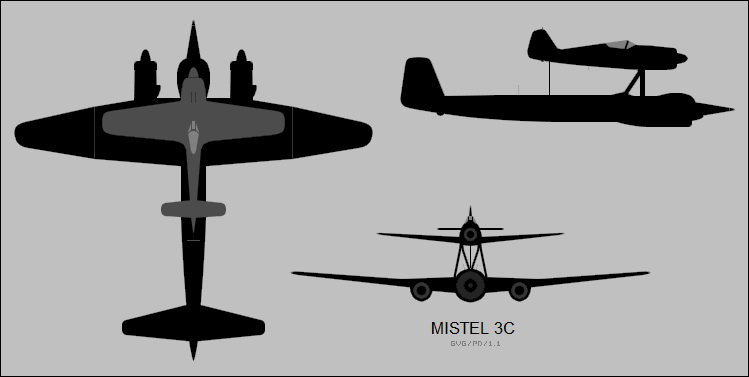
Ju 88 und Fw 190 als Mistelgespann

Der erste Feindeinsatz erfolgte von der Einsatzstaffel des Kampfgeschwaders 101 von St. Dizier aus am 14. Juni 1944 mit einem Angriff auf die Invasionsflotte. Der erste Verlust einer Mistelkombination (Bf 109 F/Ju 88) wurde von Oberleutnant Albert Rheker geflogen, der von der Besatzung einer Mosquito MK.XIII-0 der RCAF abgeschossen wurde und um 23:40 Uhr südöstlich von Caen hinter den deutschen Linien aufschlug; weitere Angriffe mit mehr oder weniger Erfolg folgten.
Nennenswerte Erfolge wurden aber nicht mehr erzielt. Die Schwerfälligkeit der Misteln erforderte starken Jagdschutz. Im Herbst 1944 wurden auf den dänischen Flugplätzen Grove, Tilstrup und Aalborg-West 60 Misteln für einen Angriff auf die britische Home Fleet in Scapa Flow zusammengezogen. Jedoch verhinderte immer wieder schlechtes Wetter den langen Flug über See. Nach der Versenkung des Schlachtschiffs Tirpitz am 12. November 1944 verließ die britische Flotte den Stützpunkt und der Mistelangriff wurde eingestellt, da das Ziel nicht mehr existierte. Ein weiterer geplanter Fernangriff gegen Industriewerke im sowjetischen Hinterland (Unternehmen Eisenhammer) wurde aufgrund der großen Entfernung zum Einsatzziel nicht mehr ausgeführt. Die Überlastung der Mistelgespanne durch die Mitnahme zusätzlicher Treibstoffbehälter wäre ins Unmögliche gestiegen.
Die letzten Einsätze wurden im Frühjahr 1945 gegen Oderbrücken geflogen.
Viele Misteln gingen bei der Bombardierung ihrer Stellplätze verloren, jedoch erbeuteten Sowjets und Westalliierte auch zahlreiche komplette Misteln und Mistel-Unterteile Ju 88, die wegen Treibstoffmangel oder der rasch näher rückenden Front nicht mehr zum Einsatz gekommen waren.
Insgesamt wurden mehr als 200 Misteln gebaut.

## Ähnliche Projekte
- Italien: Savoia-Marchetti SM.79 (als Großbombe)
- Sowjetunion: Sweno
- Vereinigte Staaten: Operation Aphrodite